# Українсько-алжирські відносини
Українсько-алжирські відносини- відносини між Україною та Алжиром. Алжир визнав незалежність України в 1992 році. Дипломатичні відносини між двома країнами були встановлені в 1993 році. Алжир має посольство в Києві. Україна має посольство в Алжирі (відкрите в 1999 році).

## Історія
Алжир визнав незалежність України в 1992 році. Дипломатичні відносини між двома країнами були встановлені в 1993 році. Незабаром (1993—1994), були підписані військові і торгові угоди між двома країнами
СРСР був один з прихильників незалежного Алжиру, економічні зв'язки між Радянською Україною і Алжиром були досить значними, бо багато підприємств в різних галузях розташовувались в УРСР і використовувались для торгівлі (зокрема, підприємства в аерокосмічній промисловості). Важливе для торгівлі було портове місто Одеса.
Після проголошення Україною незалежності, економічні зв'язки між двома країнами тривали, Алжир і Єгипет, залишались (станом на поч. 2000-них), двома найважливішими торговельними партнерами України в регіоні Африки та Близького Сходу.

## Політичні відносини
Важливий внесок у розвиток двостороннього співробітництва та поглиблення політичного діалогу між двома державами було здійснено під час перебування в Алжирі у липні 1999 року Міністра закордонних справ України Б. І. Тарасюка з метою участі у роботі 35-го саміту ОАЄ.
Започаткування у листопаді 1999 року діяльності Посольства України в АНДР надало нового імпульсу у розвиток двосторонніх відносин.
Перший офіційний візит до Алжиру Міністра закордонних справ України А.М.Зленка відбувся 13-15 грудня 2002 року. В ході візиту були підведені підсумки першого десятиріччя відносин між незалежною Україною та АНДР, сторони проаналізували стан та окреслили подальші перспективи розвитку двостороннього співробітництва практично з усього спектру відносин. Було підписано Конвенцію про уникнення подвійного оподаткування доходів та майна.
Сторони домовились прискорити підготовку до підписання низки документів економічного спрямування, які мали закріпити досягнуті успіхи у сфері двосторонньої співпраці та сприяти подальшому нарощуванню товарообігу між двома країнами. Міністр закордонних справ України взяв участь у роботі українсько-алжирського бізнес-форуму, який допоміг започаткувати прямі контакти між підприємцями двох країн. Було досягнуто домовленості про створення Ділової ради.
У квітні 2005 року Алжир відвідала делегація Українського союзу промисловців та підприємців (УСПП). 19 квітня відбувся розширений українсько-алжирський Форум за участю представників ділових кіл обох держав і Міністерства закордонних справ та Міністерства торгівлі АНДР. За результатами цього заходу сторони підписали Угоду про співробітництво між Українським союзом промисловців та підприємців та Форумом керівників підприємств Алжиру (ФКПА).
4-6 квітня 2008 р. відбувся офіційний візит до Алжиру Міністра оборони України Ю.І.Єханурова. В ході візиту він мав зустрічі з президентом АНДР А.Бутефлікою, міністром-делегатом міністерства оборони М.Генаізія, начальником ГШ ЗС АНДР генералом А.Салахом. Було підписано дві міжурядові угоди: про співробітництво у сфері ВТС та про взаємну охорону секретної інформації.
4-5 листопада 2008 р. відбувся офіційний візит до АНДР Начальника Генерального штабу - Головнокомандувача Збройних Сил України генерала армії України Кириченка С.О. Зазначений візит здійснювався у відповідь на раніше здійснений візит Начальника Штабу Національної Народної Армії Алжиру до України (у грудні 2007 р.).
До цього слід додати перший в історії українсько-алжирських відносин візит до Алжиру флагмана ВМС ЗС України «Гетьман Сагайдачний», який відбувся 2-3 серпня2008 р.
Напочатку травня 2010р.Алжир відвідала змішана парламентсько-бізнесова делегація з України на чолі з Першим заступником Глави комітету Верховної Ради України з міжнародних зв’язків Т.Чорноволом. Під часу візиту відбулася низка зустрічей у міністерствах і державних відомствах АНДР.
У січні 2012 р. в Алжирі перебувала з візитом делегація Державного космічного агентства України, у рамках якого проведено засідання Спільного комітету по координації виконання двосторонньої міжурядової Угоди про співробітництво у сфері дослідження та використання космічного простору в мирних цілях, а також відбулися переговори представників підприємств космічної галузі (КБ «Південне», ДП «Арсенал», ВАТ «АТ НДІ радіотехнічних вимірювань») з керівництвом Космічного агентства Алжиру.
У березні 2012 р. відбувся візит Першого заступника Міністра оборони України О.М.Олійника до Алжиру у ході якого було проведено Перше засідання Міжурядової змішаної українсько-алжирської комісії з питань ВТС та підписано «Положення про Міжурядову українсько-алжирську комісію з питань військово-технічного співробітництва» (на виконання Угоди між Кабінетом Міністрів України та Урядом Алжирської Народної Демократичної Республіки про військово-технічне співробітництво, укладеної у 2008 р.).
З того часу відбулось 5 засідань Міжурядової комісії.
29 вересня 2015 р. Міністр закордонних справ України П.А.Клімкін у рамках візиту до Нью-Йорку для участі у 70-й сесії ГА ООН зустрівся з Державним міністром, Міністром закордонних справ та міжнародного співробітництва АНДР Р.Лямамрою. В ході зустрічі відбувся обмін запрошеннями щодо здійснення офіційних візитів. 
Традиційно між Україною та Алжиром налагоджені добрі контакти між низкою університетів технічної галузі, на регулярній основі відбуваються обміни на рівні спортивних федерацій, симфонічних оркестрів тощо.
12-19 вересня 2015 року, Заслужений академічний симфонічний оркестр Національної радіокомпанії України під керівництвом Заслуженого діяча мистецтв України диригента В.О.Шейка взяв участь у масштабній культурно-мистецькій події - VII Міжнародному фестивалі симфонічної музики в Алжирі. На фестивалі були представлені провідні симфонічні та камерні колективи з 19 країн: Алжиру, Австрії, Бельгії, Єгипту, Іспанії, Італії, Китаю, Мексики, Німеччини, Польщі, Росії, Сирії, Тунісу, України, Франції, Чехії, Швеції, Швейцарії, Японії. Концерти проходили у Національному театрі Алжиру (м. Алжир).
Важливим культурним та інформаційним заходом став також концерт колективу у м. Константина в рамках іншого Міжнародного фестивалю "Константина - столиця арабської культури" (20 вересня 2015р.).
Також відбулись окремі виступи солістки Національної опери України Тамари Калінкіної у концертах в мм. Алжир та Константина (17-19 серпня 2015р.)
У сфері освіти тривали обміни на рівні викладачів, аспірантів та стажерів алжирських університетів м. Константина, м.Бумердес та м.Бліда з українськими партнерами: Київським національним університетом імені Тараса Шевченка, Університетом нафти і газу (м.Івано-Франківськ), Національним університетом «КПІ» (м.Київ), Харківським Університетом повіртяних сил імені Івана Кожедуба.
Національний боксерський клуб «Українські отамани» (учасник Всесвітньої серії боксу (WSB) провів виїзну матчеву зустріч в рамках п’ятого кола Всесвітньої серії боксу з командою «Алжирських пустельних яструбів» і отримав перемогу, що дозволила вітчизняним спортсменам впевнено закріпитися на першому місці підгрупи «А».
13.04.2015 р. в Києві відбулась матчева зустріч дванадцятого кола Всесвітньої серії боксу між «Українськими отаманами» та «Алжирськими пустельними яструбами». Переконливу перемогу – 5:0 здобула команда українських боксерів. У м.Харкові проходили навчально-тренувальні збори з боксу, у яких взяли участь представники Федерації боксу АНДР та Національного олімпійського комітету АНДР.
З 28.04.2017 р. по 01.05.2017 р. в м.Чернівці відбувся ІІІ-й Міжнародний вестиваль-конкурс народного танцю імені Дарія Ластівки "Lastivka Dance Fest", участь у якому взяли представники алжирської фольклорної групи "El Assa El Dhahabia".
Підтримуються постійні контакти з представниками української діаспори, мистецькими та спортивними колами. Алжирські творчі колективи запрошувались до участі у таких заходах в Україні, як : 3-й міжнародний фестиваль-конкурс народного танцю Lastivka Dance Fest (квітень 2017 р. м.Чернівці); фінал танцювального фестивалю Adrenaline Fest World Wide 2017 (серпень 2017 р. Одеська область); міжнародний фестиваль-конкурс «Джерело надій» (вересень 2017 р., м. Київ) за підтримки Міністерства культури України тощо.
Активно розвивались спортивні обміни, зокрема, збірна команда Алжиру з боксу брала участь у навчально-тренувальних зборах (квітень та серпень 2017 р., м. Харків); делегація АНДР взяла участь у відкритому чемпіонаті Європи з виду спорту Комбат Дзю-Дзюцу (грудень 2017 р., м.Ужгород) тощо.
На передодні Нового 2019 Року група артистів з Чернігова - Театр Тіней VERBA  вирушила в двотижневий тур в Алжир зі своєю програмою «Королівство тіней». 